# Slip-cueing

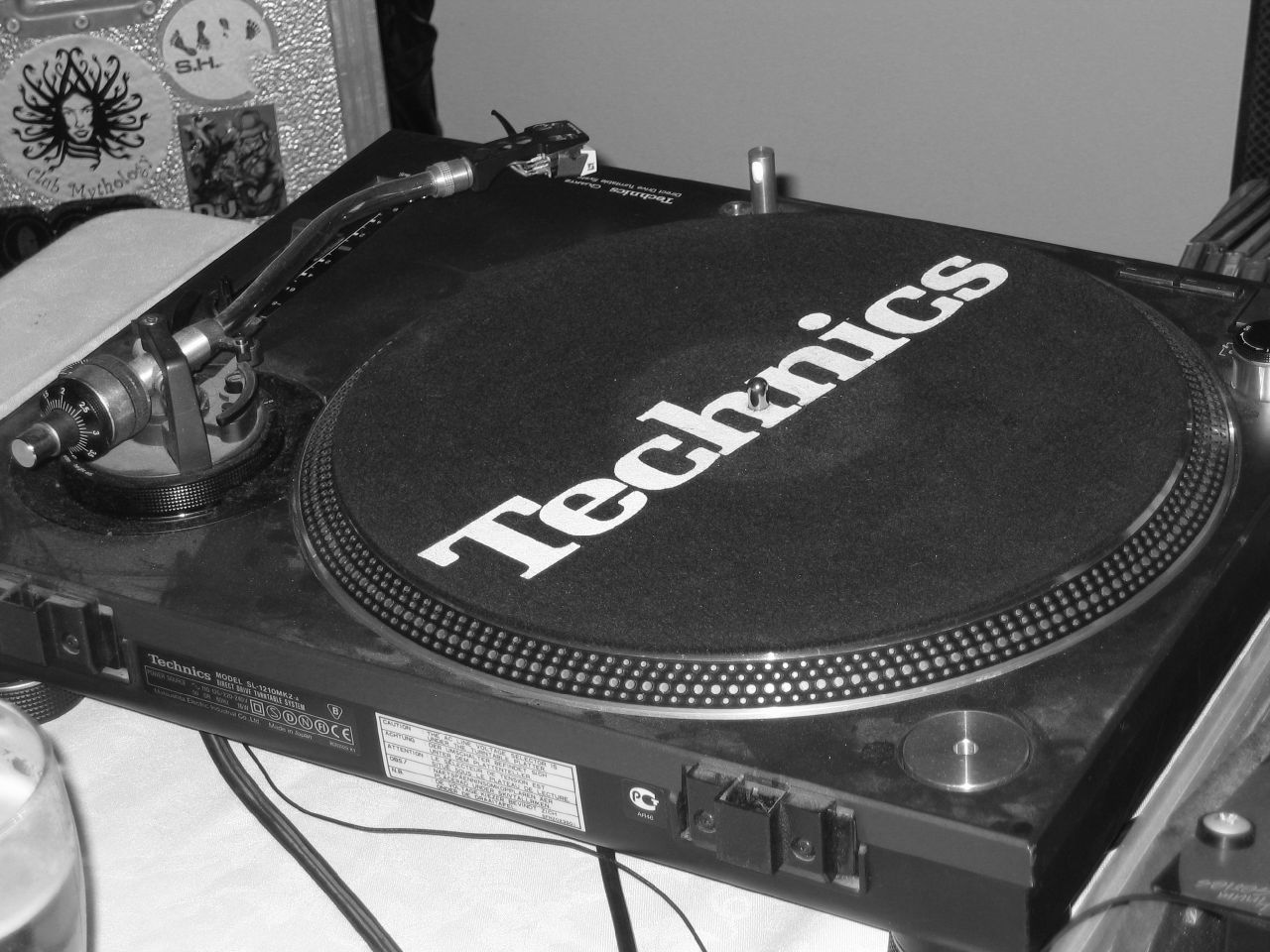
Giradiscos Technics equipado con un disco de material deslizante (conocido como "slipmat")

El término inglés slip-cueing (marca deslizante en español) denomina una técnica utilizada por los disc-jockeys sobre el plato de un giradiscos, que consiste en mantener parado un disco mientras el plato gira por debajo del slipmat (un corte circular de un material capaz de deslizarse con facilidad sobre la goma del plato, y que además evita que se dañe el vinilo cuando es sujetado) y soltarlo en el momento adecuado. De esta manera, el disco alcanza la velocidad correcta casi de inmediato, sin necesidad de esperar a que acelere el pesado plato del tocadiscos.
Esta técnica fue introducida en la escena disco por Francis Grasso, pero ya se había utilizado durante muchos años en la industria de la radiodifusión, y las estaciones de radio la usaban a menudo para hacer coincidir la canción siguiente con la canción anterior, preservando el ritmo de la emisión. Grasso utilizó este método con gran efecto para crear un flujo continuo de música para la pista de baile de un club nocturno.